# Tomales (Kalifornija)
Tomales je naseljeno područje za statističke svrhe u američkoj saveznoj državi Kalifornija. Prema popisu stanovništva iz 2010. u njemu je živjelo 204 stanovnika.